# Choose Your Masques
Albums de Hawkwind
Church of Hawkwind
(1982) Zones
(1983)
Choose Your Masques est le treizième album studio du groupe de space rock britannique Hawkwind. Il est sorti en 1982 sur le label Active Records (en), une filiale de RCA Records.
Ce disque est enregistré par la même formation que ses deux prédécesseurs, Sonic Attack et Church of Hawkwind : Dave Brock, Huw Lloyd-Langton, Harvey Bainbridge et Martin Griffin. Ce dernier quitte le groupe l'année suivante.
L'écrivain de fantasy Michael Moorcock, collaborateur de longue date de Hawkwind, écrit les paroles de plusieurs chansons. En conflit avec son éditeur musical, Moorcock est crédité sur la pochette de l'album sous le nom de sa femme de l'époque, Linda Steele.

## Fiche technique

### Chansons

#### Album original
| 1. | Choose Your Masks | Michael Moorcock, Dave Brock | 4:22 |
| 2. | Dream Worker      | Harvey Bainbridge            | 4:58 |
| 3. | Arrival in Utopia | Michael Moorcock, Dave Brock | 5:47 |
| 4. | Utopia            | Dave Brock                   | 3:00 |

| 5.  | Silver Machine       | Robert Calvert, Dave Brock              | 4:22 |
| 6.  | Void City            | Harvey Bainbridge, Dave Brock           | 6:48 |
| 7.  | Solitary Mind Games  | Marion Lloyd-Langton, Huw Lloyd-Langton | 3:58 |
| 8.  | Fahrenheit 451       | Robert Calvert, Dave Brock              | 4:48 |
| 9.  | The Scan             | Harvey Bainbridge, Dave Brock           | 1:02 |
| 10. | Waiting for Tomorrow | Marion Lloyd-Langton, Huw Lloyd-Langton | 3:46 |

#### Rééditions
Choose Your Masques a été réédité au format CD en 1996 par les labels Emergency Broadcast System (au Royaume-Uni) et Griffin (aux États-Unis) avec deux chansons supplémentaires : 
| 11. | Silver Machine (version complète) | Robert Calvert, Dave Brock | 7:25 |
| 12. | Psychedelic Warlords              | Dave Brock                 | 4:52 |

La réédition remasterisée de l'album parue en 2009 chez Atomhenge inclut également ces deux chansons, ainsi qu'un disque bonus composé de versions alternatives.
| 1.  | Void City (autre mixage)            | Dave Brock, Harvey Bainbridge           | 6:38 |
| 2.  | Candle Burning                      | Marion Lloyd-Langton, Huw Lloyd-Langton | 2:48 |
| 3.  | 5/4                                 | Harvey Bainbridge, Huw Lloyd-Langton    | 3:21 |
| 4.  | Waiting for Tomorrow (autre mixage) | Marion Lloyd-Langton, Huw Lloyd-Langton | 3:43 |
| 5.  | Radio Telepathy                     | Dave Brock                              | 5:44 |
| 6.  | Lato                                | Dave Brock, Harvey Bainbridge           | 2:34 |
| 7.  | Dream Worker (version longue)       | Dave Brock                              | 5:34 |
| 8.  | Oscillations                        | Dave Brock                              | 3:04 |
| 9.  | Recent Reports                      | Dave Brock                              | 5:48 |
| 10. | Lato Percussive Electro             | Dave Brock                              | 3:45 |
| 11. | Solitary Mind Games (autre version) | Marion Lloyd-Langton, Huw Lloyd-Langton | 5:06 |
| 12. | Silver Machine (version single)     | Robert Calvert, Dave Brock              | 2:58 |

### Musiciens

#### Hawkwind
- Dave Brock : guitare, claviers, chant
- Huw Lloyd-Langton : guitare, chœurs
- Harvey Bainbridge : basse, claviers, chœurs
- Martin Griffin : batterie

#### Musicien supplémentaire
- Nik Turner : saxophone sur Void City

### Classements et certifications
| Classement                    | Meilleure position |
| ----------------------------- | ------------------ |
| Royaume-Uni (UK Albums Chart) | 29                 |